# Västertjärnen (Ekshärads socken, Värmland)
Västertjärnen är en sjö i Hagfors kommun i Värmland och ingår i Göta älvs huvudavrinningsområde.